# Fernando Sasiaín Brau
Fernando Sasiaín Brau   (Sant Sebastià, 18 de juny de 1894 - Palència, 15 de novembre de 1957) va ser un polític republicà federal espanyol, alcalde de Sant Sebastià durant la Segona República.

## Biografia
Llicenciat en Dret per la Universitat de Valladolid, cap al final de la dictadura de Primo de Rivera es va vincular als moviments republicans, presidint el Cercle Republicà de Sant Sebastià, en el qual s'integrava el federalisme donostiarra. Al seu domicili es va signar el Pacte de Sant Sebastià per a la instauració de la república el 24 de febrer de 1930.
Va ser escollit alcalde de Sant Sebastià en la candidatura de la Conjunció Republicano-Socialista en les eleccions municipals espanyoles del 14 d'abril de 1931 que, alhora, foren el detonant per a la proclamació de la Segona República Espanyola i la caiguda d'Alfons XIII.
Va donar suport al projecte d'Estatut d'Autonomia pel País Basc sota la fórmula d'un sol text per a tot el territori, contrari al fet que cada província redactarà el seu. Encara que va dimitir com a alcalde en 1934, va seguir participant activament en el projecte estatutari, sent l'encarregat de realitzar el seu lliurament formal a les Corts Generals i al President de la República al desembre de 1933.
Va ser detingut durant el bienni radical-cedista, en ser un dels membres de la Comissió Municipal Permanent del País Basc, i alliberat poc després. L'abril del 1934 va fundar l'organització Ezquerra Basca Federal, activa únicament a Guipúscoa.
En declarar-se la Guerra Civil, va seguir actiu, participant en l'elecció del primer President del Govern Basc, fins que va haver de fugir per via marítima des de Santander cap a França i d'allí a Catalunya d'on el 1939, perduda la guerra, es va exiliar fins al seu retorn a Espanya després de la Segona Guerra Mundial.